# Chorizococcus shaferi
Chorizococcus shaferi är en insektsart som först beskrevs av Jason Hollinger 1917.  Chorizococcus shaferi ingår i släktet Chorizococcus och familjen ullsköldlöss. Inga underarter finns listade i Catalogue of Life.